# Narodna stranka (Dalmacija)
Narodna stranka u Dalmaciji, također i narodnjaci ili aneksionisti, naziv je za stranku u Kraljevini Dalmaciji pod vlašću Habsburške Monarhije, osnovanu 1861. godine.
Padom Bachova apsolutizma u Dalmaciji su se razvila dva tabora. S jedne strane bila je tzv. Autonomaška stranka („autonomaši“, „tolomaši“, kasnije i „talijanaši“), koja se zauzimala za samostalnu Dalmaciju pod austrijskom upravom. S druge strane bili su narodnjaci, a kasnije Narodna stranka, koji su se zauzimali za ujedinjenje Dalmacije s Hrvatskom i Slavonijom. Prvaci Narodne stranke uređivali su Narodni list („Il Nazionale“) koji je promicao jedinstvo hrvatskih zemalja i uporabu hrvatskoga jezika, a izlazio je od 1862.) Narodnjaci su u srpnju 1862. utemeljili i Maticu dalmatinsku koja je također promicala preporodne ideje.
Premda je većinsko stanovništvo bilo hrvatsko, pod utjecajem bogatog talijanskoga građanstva u izborima za Dalmatinski sabor ispočetka su pobjeđivali autonomaši, što je bio i izraz interesa bečkoga dvora. Zbog bečkog centralizma i talijanskog iredentizma, autonomaši i aneksionisti udružili su se 1862. u Liberalni savez, no taj je dogovor bio kratka vijeka, a razlike prevelike. Unatoč pritiscima i smicalicama povlaštenih staleža i državnih vlasti, Narodna stranka neprestano jača, kako u Saboru gdje konačno pobjeđuje 1870., tako i u općinama. Od gradova u vlast Narodne stranke već 1865. dolazi Knin, a 1873. Šibenik, dok su se autonomaši i talijanaši konačno koncentrirali u Zadru, te se ondje najduže zadržali na vlasti. Istaknuti vođe Narodne stranke bili su Mihovil Pavlinović, Miho Klaić, Šime Ljubić, Juraj Biankini, Lovro Monti, Natko Nodilo, Kosta Vojnović. Među njima je bio i dr. Gajo Bulat koji je 1882. predvodio osvajanje vlasti u Splitu, kad je prvi narodnjački gradonačelnik Splita postao Dujam Rendić-Miočević (1882. – 1885.), od kojega će tu dužnost preuzeti Gajo Bulat (1885. – 1893.).
Do zadnja dva desetljeća 19. stoljeća Narodna stranka, iz obzira prema autonomašima, kako ih ne bi gurnula u naručje talijanskim iredentistima, ali i iz obzira prema Srbima, nije poduzimala konkretne korake oko sjedinjenja s Hrvatskom i Slavonijom. Tek krajem sedamdesetih godina njezini stavovi postaju jasniji, što dovodi 1879. do raskola i stvaranja Srpske stranke koja će se izravno protiviti sjedinjenju, a u svojim će glasilima i publikacijama, osobito u „Srpskom listu“ otvoreno simpatizirati vlast Khuena Héderváryja u Hrvatskoj, dok će se negativno izražavati o Strossmayeru i ostalim hrvatsko-slavonskim narodnjacima, te voditi politiku dogovora s autonomašima.
Neporeciva je važnost Narodne stranke u Dalmaciji u razvoju školstva na narodnom jeziku, ali i u općenitoj organizaciji obrazovanja, kao i za uvođenje hrvatskoga kao služenog jezika u Dalmaciji 1883. godine. Usto, dok se Narodna stranka u Hrvatskoj i Slavoniji pomirila s mađarskom prevlašću i postala „vladina stranka“ kojoj je pridavan i naslov mađarona, Narodna stranka u Dalmaciji podržala je pobunu protiv bana Khuena Héderváry te su, nakon krvavog gušenja pobune, po kućama u Dalmaciji vješane crne zastave, po crkvama su služene mise zadušnice, organizirani su prosvjedi, slana novčana pomoć, a caru su upućivani prosvjedni brzojavi.
Ujedinila se je sa Strankom prava 1905. u Hrvatsku stranku.

## Znameniti Narodnjaci
- Miho Klaić
- Stefan Knežević
- Jerotej Kovačević
- Stjepan Mitrov Ljubiša
- Lovro Monti
- Vid Morpurgo
- Natko Nodilo
- Mihovil Pavlinović
- Božidar Petranović
- Gerasim Petranović
- Medo Pucić
- Đuro Pulić
- Jovan Sundečić
- Josip Mrkica
- Jerolim Cambi